# Plebejus bejarensisminor
Plebejus bejarensisminor är en fjärilsart som beskrevs av Tutt. Plebejus bejarensisminor ingår i släktet Plebejus och familjen juvelvingar. Inga underarter finns listade i Catalogue of Life.